# Musashi no Ken – Tadaima Shugyō Chū
Musashi no Ken - Tadaima Shugyō Chū (六三四の剣 ただいま修行中?  La Espada de Musashi - Ahora en el medio de Entrenamiento) es un videojuego de acción y lucha de Taito publicado el 8 de agosto de 1986, solo en Japón. Se basa en un manga de Motoka Murakami centrado en el kendō titulado Musashi no Ken.

## Curiosidades
- Musashi hizo un cameo en Puzzle Bobble 3 como jugador seleccionable.